# Anthony Denison
Anthony Denison o Tony Denison, pseudonimo di Anthony John Sarrero (New York, 20 settembre 1949), è un attore statunitense.
È conosciuto principalmente per aver interpretato il ruolo di Ray Luca nella serie televisiva Crime Story e per il ruolo del tenente Andy Flynn nelle serie televisive The Closer e Major Crimes.

## Biografia
Anthony Denison nasce nel quartiere di Harlem nella città di New York, figlio di genitori di origini siciliane e maggiore di tre fratelli. Prima di intraprendere la sua carriera di attore professionista aveva lavorato come agente assicurativo presso la John Hancock Insurance di Poughkeepsie e aveva preso parte in alcune produzioni teatrali indipendenti, spesso anche in ruoli da protagonista, presso alcuni teatri di New Paltz. Inoltre è stato sposato dal 1986 al 2008 con l'attrice Jennifer Evans. Il suo nome d'arte "Denison" deriva dal nome di un suo amico, Jan Denison, che aveva conosciuto durante la sua carriera di attore e regista in un teatro senza fini di lucro.
La carriera dell’attore inizia nel 1981, anno in cui recita nel ruolo di Moe nel film Waitress!, diretto da Lloyd Kaufman e Michael Herz. La svolta per la sua carriera arrivò però solo cinque anni dopo, infatti nel 1986 ottenne uno dei ruoli per cui è maggiormente conosciuto dal grande pubblico, ossia quello di Ray Luca della serie televisiva Crime Story. Recitò in questa serie in tutte e due le stagioni prodotte, fino al 1988, per un totale di trentatré episodi. Da quel momento in poi iniziò ad apparire in numerose produzioni, sia televisive che cinematografiche.
Tra il 1988 e il 1989 è apparso come guest star in quattro episodi di Oltre la legge - L'informatore, nel ruolo dell'agente segreto John Henry Raglin. Successivamente, dopo essere apparso in alcuni film come La città della speranza (1991), The Harvest (1992), Il giuramento di Diane (1994) e L'ultima missione (1994), partecipa come personaggio ricorrente in dieci episodi della quinta stagione della serie televisiva Melrose Place.
Nel 2003 recita nel ruolo principale del coach George nella serie televisiva Playmakers.
Nel 2005 entra a far parte del cast principale della serie televisiva The Closer, nel ruolo del tenente Andy Flynn. L'attore ha recitato in questa serie in tutte e sette le stagioni prodotte fino al 2012. Riprenderà a recitare in questo ruolo anche nello spin-off della serie intitolato Major Crimes, che andrà in onda su TNT a partire dal 13 agosto 2012.
Nel 2006 è inoltre apparso in cinque episodi della serie televisiva Prison Break nel ruolo di Aldo Burrows, padre di Lincoln Burrows e Michael Scofield.
Oltre a quelle già citate, Tony è apparso in numerose altre serie televisive, spesso come guest star, tra cui Streghe, Walker Texas Ranger,The Lone Gunmen, NYPD - New York Police Department, E.R. - Medici in prima linea, JAG - Avvocati in divisa, CSI - Scena del crimine, Cold Case - Delitti irrisolti, Criminal Minds, The O.C. (episodio 2x21) e Boston Legal.

## Filmografia

### Cinema
- Sex Crimes 2 - Pronte a tutto (Wild Things 2), regia di Jack Perez (2004)
- Dementia, regia di Mike Testin (2015)
- Frank & Ava, regia di Michael Oblowitz (2018)

### Televisione
- Crime Story – serie TV, 40 episodi (1986-1988)
- Oltre la legge - L'informatore (Wiseguy) - serie TV, 4 episodi (1988-1989)
- The Amy Fisher Story, regia di Andy Tennant – film TV (1993)
- Il giuramento di Diane (Getting Gotti), regia di Roger Young – film TV (1994)
- Melrose Place – serie TV, 10 episodi (1997)
- Streghe (Charmed) – serie TV, episodio 1x03 (1998)
- JAG - Avvocati in divisa (JAG) – serie TV, episodi 8x11-8x15-10x14 (2002-2005)
- E.R. - Medici in prima linea (ER) – serie TV, episodio 11x07 (2004)
- Cold Case - Delitti irrisolti (Cold Case) – serie TV, episodio 2x17 (2005)
- Criminal Minds – serie TV, episodi 1x06-15x05 (2005-2020)
- The Closer – serie TV, 108 episodi (2005-2012)
- Prison Break – serie TV, 5 episodi (2006)
- Murder 101 – serie TV, episodio 1x01 (2006)
- Major Crimes – serie TV, 105 episodi (2012-2018)
- Castle – serie TV, episodio 5x08 (2012)
- Sons of Anarchy – serie TV, episodio 7x05 (2014)
- La suocera assassina (Murder In Law), regia di Nigel Thomas – film TV (2019)
- All Rise – serie TV, 11 episodi (2019-2023)

## Doppiatori italiani
Nelle versioni in italiano delle opere in cui ha recitato, Anthony Denison è stato doppiato da:
- Pasquale Anselmo in The Closer, Major Crimes
- Massimo Lodolo in Crime Story (ep. 1x01 - Pilot film)
- Roberto Pedicini in Crime Story
- Teo Bellia in L'ultima missione
- Ennio Coltorti in Il giuramento di Diane
- Gianni Giuliano in Streghe
- Angelo Nicotra in Playmakers
- Edoardo Nordio in E.R. - Medici in prima linea
- Francesco Pannofino in Sex Crimes 2 - Pronte a tutto
- Silvio Anselmo in Criminal Minds (ep. 1x06)
- Enrico Di Troia in Criminal Minds (ep. 15x05)
- Luca Ward in Cold Case - Delitti irrisolti
- Sergio Di Giulio in CSI - Scena del crimine
- Dario Penne in Prison Break
- Gerolamo Alchieri in The O.C.
- Michele Kalamera in Murder 101
- Emilio Cappuccio in Castle
- Pierluigi Astore in Sons of Anarchy
- Mario Cordova in All Rise